# 558 г. пр.н.е.

## Събития

### В Азия

#### Във Вавилония
- Цар на Вавилония е Нергалшарушур (560 – 556 г. пр.н.е.).[1]

#### В Мидия
- Астиаг (585/4 – 550/49 г. пр.н.е.) е цар на Мидия.[2]

#### В Персия
- Кир II (559 – 530 г. пр.н.е.) e цар на Аншан и васал на царя на Мидия.[3]

### В Африка

#### В Египет
- Фараон на Египет е Амасис II (570 – 526 г. пр.н.е).[4]

## Починали
- Солон, атински държавник, законодател и лирик (роден ок. 638 г. пр.н.е.)